# 開襟衫

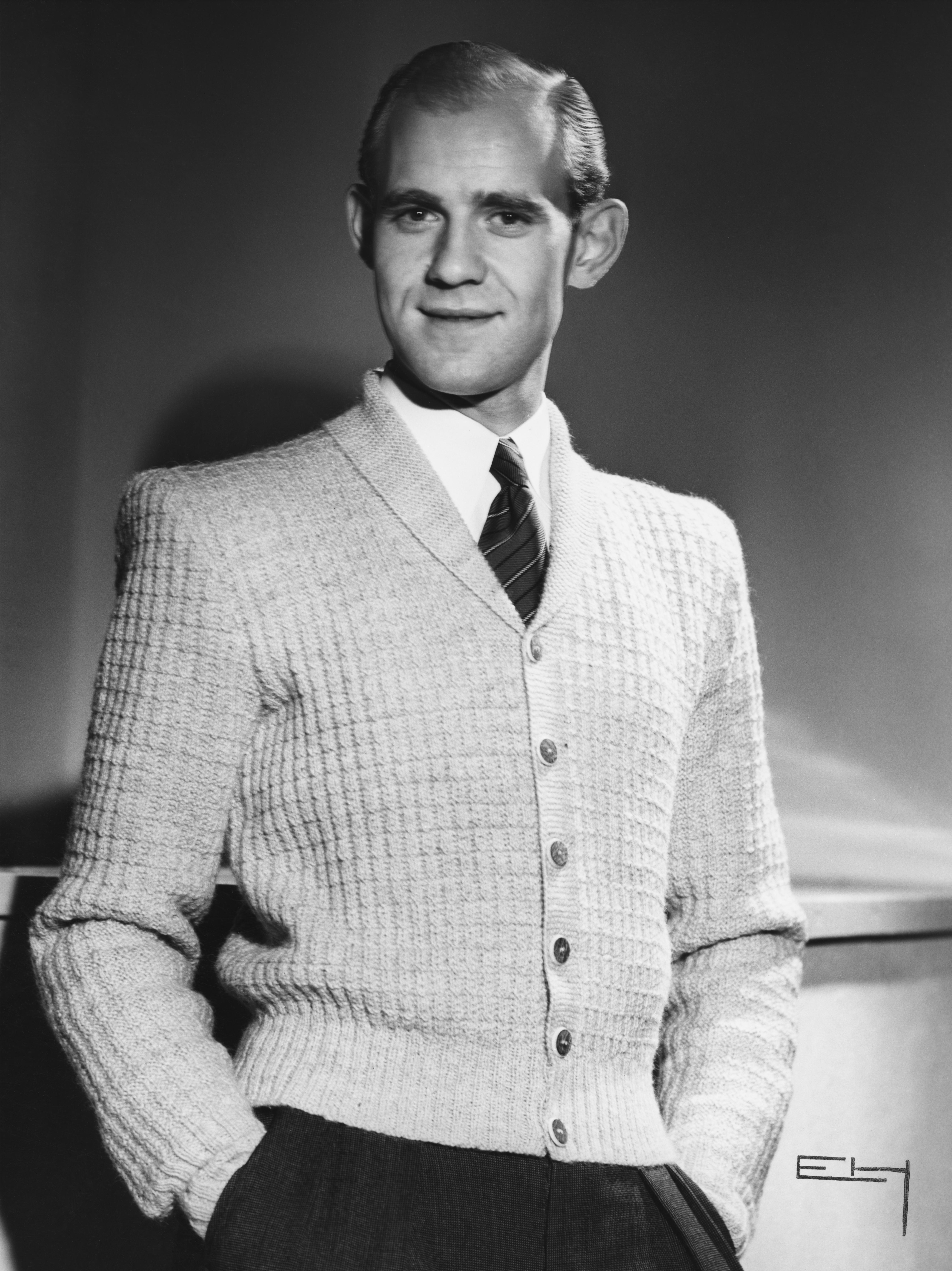
1947年的開襟衫

開襟衫（英語：Cardigan）是一種針織毛衣，正面可用鈕扣打開。
“Cardigan”源于威尔士地名卡迪根Ceredigion的英语写法。來自於英國陸軍第七代卡迪甘伯爵詹姆士·布魯德內爾（James Brudenell, 7th Earl of Cardigan）。因為開襟衫是他在克里米亚战争中發明，並在戰爭之後開始流行。
可可·香奈儿（Coco Chanel）被誉为女性普及開襟衫的原因，是因为“她讨厌脖子上的男式毛衣，将头发拉到头顶时弄乱了她的头发。”这种衣服主要与咆哮的二十年代有关。開襟衫曾在1930年代早期、1950年代、1970年代和1990年代流行。